# Solbiatese Calcio 1996-1997
Questa pagina raccoglie le informazioni riguardanti la Solbiatese Calcio nelle competizioni ufficiali della stagione 1996-1997.

## Rosa
| N. |                   | Ruolo | Calciatore         |
| -- | ----------------- | ----- | ------------------ |
|    | Gambia (bandiera) | D     | Simon Barjie       |
|    | Italia (bandiera) | D     | Giuseppe Bianchini |
|    | Italia (bandiera) | D     | Oscar Brevi        |
|    | Italia (bandiera) | C     | Marco Bruno        |
|    | Italia (bandiera) |       | Buzzetti           |
|    | Italia (bandiera) | C     | Lorenzo Calvio     |
|    | Italia (bandiera) |       | Damo               |
|    | Italia (bandiera) | D     | Marco Faccio       |
|    | Italia (bandiera) | A     | Marco Franco       |
|    | Italia (bandiera) | C     | Emiliano Giudice   |
|    | Italia (bandiera) | A     | Fabrizio Laccetti  |
|    | Italia (bandiera) | C     | Paolo Lucarini     |
|    | Italia (bandiera) | D     | Moreno Mozzone     |

| N. |                   | Ruolo | Calciatore             |
| -- | ----------------- | ----- | ---------------------- |
|    | Italia (bandiera) | C     | Gianluca Panisson      |
|    | Italia (bandiera) | C     | Mirco Poloni           |
|    | Italia (bandiera) | D     | Simone Paolo Puleo     |
|    | Italia (bandiera) | C     | Andrea Quaresimini     |
|    | Italia (bandiera) | C     | Ulisse Raza            |
|    | Italia (bandiera) | C     | Oscar Romanato         |
|    | Italia (bandiera) | C     | Edoardo Sacchini       |
|    | Italia (bandiera) | A     | Sambruna               |
|    | Italia (bandiera) | P     | Giovanni Sannino       |
|    | Italia (bandiera) |       | Spaziani               |
|    | Italia (bandiera) | A     | Adriano Alex Taribello |
|    | Italia (bandiera) | A     | Gianluca Temelin       |